# Archevêché latin de Corinthe
L'archevêché latin de Corinthe est un siège titulaire de l'Église catholique romaine. Sa création date de 1210, date à laquelle un archevêque catholique est installé sur le territoire de la Métropole orthodoxe de Corinthe, dans le sud de la Grèce, au lendemain de la quatrième croisade. Depuis la reconquête byzantine au début du XVe siècle, et à l'exception d'une brève période de domination vénitienne de 1688 à 1715, il est attribué en tant que siège titulaire. Il est vacant depuis 2005.

## Historique
Le siège de Corinthe a une longue histoire, et est considéré comme fondé par l'apôtre Paul. À l'époque romaine, ainsi qu'au début de la période byzantine, Corinthe est la capitale et le siège métropolitain de la province d'Achaïe (Grèce du Sud),. Cependant, à partir du début du IXe siècle, la primauté de Corinthe sur le Péloponnèse est contestée par le siège de Patras, et à partir du Xe siècle, la juridiction du siège de Corinthe est limitée à l'est du Péloponnèse, ainsi qu'à certaines îles Ioniennes.
En 1203-1204, la ville passe sous le contrôle du seigneur de l'Argolide, Léon Sgouros, qui profite de la faiblesse du gouvernement byzantin, ainsi que les troubles liés à la quatrième croisade, afin de se créer un État pratiquement indépendant dans le sud et le centre de la Grèce. Cependant, les ambitions de Sgouros de créer son propre État sont contrariées par l'assaut des Croisés victorieux, qui s'emparent de Corinthe en 1210 après un long siège,.
Les Croisés créent un archevêché catholique romain (« latin ») afin de remplacer le siège grec orthodoxe, couvrant le même territoire : les sept sièges suffragants de Céphalonie, Zante, Damala, Lacédémone/Monemvasia, Argos, Hélos et Zemena. En réalité, Monemvasia et Hélos ne passent sous contrôle latin que trente ans plus tard, tandis que le clergé latin rencontre des difficultés à s'imposer auprès de la population grecque rurale et du clergé orthodoxe local. Par conséquent, les sièges de Damala, Hélos et Zemena semblent n'avoir jamais été occupés, tandis que Zemena et la moitié du territoire de Damala finissent par faire partie du diocèse de Corinthe lui-même. Avec son rival, l'archevêque latin de Patras, l'archevêque de Corinthe est l'un des deux principaux barons ecclésiastiques de la principauté d'Achaïe, avec huit fiefs de chevaliers attachés à lui (et quatre pour les évêques suffragants d'Argos et de Lacédémonie). Néanmoins, malgré son ascendance et son prestige, Corinthe est rapidement éclipsée par Patras pendant la période de domination franque.
Le Quien (III, 883) mentionne vingt prélats latins de 1210 à 1700, mais Eubel (de) (I, 218; II, 152) mentionne vingt-deux archevêques pour la période de 1212 à 1476. La ville est reconquise par le despote byzantin de Morée en 1395 et, après une courte période (1397-1404) de domination par les Hospitaliers de l'ordre de Saint-Jean de Jérusalem, elle passe de nouveau sous contrôle byzantin, où elle reste jusqu'à sa conquête par l'Empire ottoman le 8 août 1458. Après cela, le siège catholique continue son existence en tant que siège titulaire.
L'archevêché de Corinthe redevient le centre spirituel de l'Église catholique dans le Péloponnèse pendant la brève période de domination vénitienne de 1688 à 1715, tandis que la métropole orthodoxe de Patras reste, quant à elle, le centre spirituel de l'Église orthodoxe locale.

## Archevêques résidentiels
| Nom                   | Durée                           | Notes                      |
| --------------------- | ------------------------------- | -------------------------- |
| Gautier               | 1212 – après 1215               |                            |
| Inconnu               | 10 juin 1224 – ?                |                            |
| Inconnu               | 1228                            |                            |
| Pierre de Confluenzia | février 1268 – 5 avril 1278     |                            |
| Guillaume de Moerbeke | 9 avril 1278 – ?                |                            |
| Robert                | 22 octobre 1286 – ?             |                            |
| Matthieu d'Osenio     | vers 1294                       |                            |
| Louis                 | vers 1300                       |                            |
| Jean de Spolète       | 18 janvier 1306 – 5 juin 1307   | Administrateur apostolique |
| Jacques               | 5 juin 1307 – ?                 |                            |
| Barthélémy            | vers 1312                       |                            |
| Jacques               | vers 1340 – 7 janvier 1349      |                            |
| François de Massa     | 29 mars 1349 – ?                |                            |
| Paul                  | 15 mars 1363 – vers 1379        |                            |
| Matthieu              | 19 septembre 1386 – ?           |                            |
| Stéphane              | 8 juillet 1390 – 15 mars 1395   |                            |
| Pierre-Jean           | 26 avril 1395 - 12 janvier 1396 |                            |
| Biagio                | 12 janvier 1396 – ?             |                            |
| Jean                  | vers le 25 juin 1407            |                            |
| Antoine               | ?                               |                            |
| Pierre Rainaldi       | 14 février 1421 – ?             |                            |

## Archevêques titulaires
| Nom                                             | Durée                               | Notes |
| ----------------------------------------------- | ----------------------------------- | ----- |
| Marco Antonio Saraco                            | 31 juillet 1476 – ?                 |       |
| Giulio de Blanchis                              | vers 1512 – ?                       |       |
| Juan de Sepúlveda                               | 1517 – ?                            |       |
| Alfonso Paleotti                                | 13 février 1591 – 23 juillet 1597   |       |
| Dominique de Vic                                | 1625 – 29 octobre 1629              |       |
| Jean-François Paul de Gondi                     | 5 octobre 1643 – 21 mars 1654       |       |
| Carlo Bonelli                                   | 16 octobre 1656 – 15 avril 1665     |       |
| Giacomo Filippo Nini                            | 28 avril 1664 – 15 mars 1666        |       |
| Stefano Ugolini (en)                            | 29 mars 1666 – 18 avril 1667        |       |
| Galeazzo Marescotti                             | 27 février 1668 – 23 mars 1676      |       |
| Francesco Martelli                              | 9 septembre 1675 – 21 juillet 1698  |       |
| Leonardo Balsarini (en)                         | 19 décembre 1698 – 1699             |       |
| Angelo Maria Carlini                            | 11 décembre 1702 – 1715             |       |
| Mondilio Orsini (it) (Mundillus Orsini)         | 26 juin 1724 – 20 novembre 1724     |       |
| Giuseppe Spinelli                               | 5 septembre 1725 – 15 décembre 1734 |       |
| Giovanni Francesco Stoppani                     | 14 mars 1735 – 20 mai 1754          |       |
| Antonio Biglia (it)                             | 22 juillet 1754 – 29 novembre 1755  |       |
| Francesco Mattei (it)                           | 28 mars 1757 – 13 mars 1758         |       |
| Henry Benedict Mary Clement Stuart of York      | 2 octobre 1758 – 13 juillet 1761    |       |
| Marcantonio Colonna                             | 19 avril 1762 – 20 septembre 1784   |       |
| Ippolito Antonio Vincenti Mareri                | 11 avril 1785 – 21 février 1794     |       |
| Giuseppe Maria Spina                            | 10 juin 1798 – 24 mai 1802          |       |
| Dionisio Ridolfini Conestabile                  | 9 août 1802 – 26 septembre 1803     |       |
| Giovanni Giacomo Antonio Gaetano Fraschina (it) | 26 mars 1804 – 27 mars 1837         |       |
| Giuseppe Angelini                               | 21 décembre 1868 – ?                |       |
| Cesare Sambucetti (it)                          | 1 avril 1882 – mars 1911            |       |
| Blaise-Armand de Sabadel                        | 27 novembre 1911 – ?                |       |
| Bonaventura Cerretti                            | 10 mai 1914 – 14 décembre 1925      |       |
| Louis Petit                                     | 24 juin 1926 – 5 novembre 1927      |       |
| Ettore Felici (en)                              | 6 novembre 1927 – 9 mai 1951        |       |
| Gennaro Verolino                                | 5 septembre 1951 – 17 novembre 2005 |       |